# Daïra d'Aïn Lechiekh
La daïra d'Aïn Lechiekh est une circonscription administrative algérienne située dans la wilaya d'Aïn Defla. Son chef-lieu est situé sur la commune éponyme d'Aïn Lechiekh.

## Communes
La daïra regroupe les trois communes d'Aïn Lechiekh, Aïn Soltane et Oued Djemaa.